# Wandelia
Wandelia, kandyra, karnero  (Vandellia cirrhosa) – gatunek słodkowodnej pasożytniczej ryby sumokształtnej z rodziny Trichomycteridae.

## Zasięg występowania
Występuje w dorzeczu Amazonki i Orinoko.

## Charakterystyka
Wydłużone, pozbawione łusek ciało przypominające kształtem węgorza osiąga długość od kilku do kilkunastu centymetrów, przy grubości kilku milimetrów. Otwór gębowy wyposażony w ostre zęby. Płetwa grzbietowa bez promieni twardych (kolców). Krótkie, ostre kolce na pokrywach skrzelowych są skierowane do tyłu. Ubarwienie od przezroczystego do żółtawego. Przejrzystość ciała i rozmiary sprawiają, że jest słabo widoczna w wodzie.
Wandelia pasożytuje na skrzelach dużych ryb. Wpływa pod pokrywę skrzelową zaatakowanej ryby wykorzystując uchylenie pokrywy w czasie wypychania wody z komory skrzelowej, a następnie utwierdza się na łuku skrzelowym za pomocą licznych kolców skierowanych ostrzami do tyłu. Żywi się krwią przepływającą przez skrzela. Czas potrzebny na nasycenie się krwią waha się od 30-145 s. Poza okresem żerowania zagrzebuje się w piaszczystym dnie.

## Mity czy fakty?
Vandellia cirrhosa zyskała złą sławę ryby wpływającej do dróg moczowych ludzi zanurzonych w wodzie. Cieszy się szczególnie złą sławą wśród tubylców.
W publikacjach naukowych i popularnych, a także w mediach (m.in. Animal Planet) pojawiły się informacje o rybie, która jest jedynym kręgowcem-pasożytem człowieka. Encyclopaedia Britannica w haśle candiru umieściła zapis: Niekiedy również się zdarza, że atakuje ludzi i znana jest za przedostawanie się do cewki moczowej kąpiących się zwierząt.
Zdarzają się przypadki, gdy kandyra wpływa do dróg moczowych dużych ssaków, w tym również ludzi oddających mocz w wodzie. Kierująca się pod prąd wypływającego moczu ryba dostaje się do cewki moczowej i wpada w pułapkę, z której nie ma możliwości wydostania się z powodu ostrych kolców. Ryba ginie, ale usunąć ją można wyłącznie operacyjnie.
Prawdopodobnie kandyrę przyciąga zapach mocznika zawartego w moczu i po jego strumieniu kierują się do otworu, tak jak to robią dostając się pod wieczko skrzelowe atakowanych ryb. Wydalana ze skrzeli woda zawiera niewielkie ilości mocznika. Zdarzenia takie są na tyle rzadkie, że traktowane są jako przypadkowe, a ryba nie pasożytuje w drogach moczowych, ponieważ ginie uduszona – z braku tlenu. Nie odnotowano również zgonów pacjentów zaatakowanych przez Vandellia cirrhosa.